# Schäslong

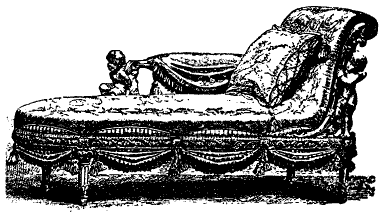
Rokokoschäslong (1700-tal).

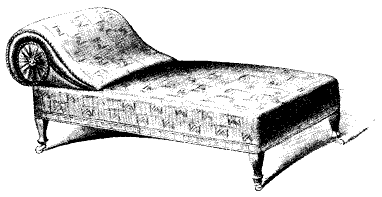
Schäslong från sent 1800-tal.

Schäslong (av franska chaise longue, "lång stol") är ett slags vilsoffa som är så lång att den sittande får plats att lägga upp benen. Schäslonger har ofta en karm vid ena ändan. Den sidodel med större sittdjup, som många moderna soffor har, kallas också schäslong. Överhuvudtaget har ordet kommit att beteckna vilsoffor i allmänhet.